# بني يوس (حجة)
بني يوس هي إحدى قرى الجمهورية اليمنية. تتبع جغرافيا لمحافظة حجة وإداريًا لمديرية كشر. يبلغ تعداد سكانها 2406 نسمة حسب الإحصاء الذي أجري عام 2004.